# Quartier de Chaillot
Pour les articles homonymes, voir Chaillot.
Le quartier de Chaillot est le 64e quartier administratif de Paris. Situé dans le 16e arrondissement sur la colline de Chaillot, il a pour origine un village du même nom situé rue de Chaillot mais dont le territoire paroissial, deux fois plus étendu que l'actuel quartier, recouvrait, outre le 16e au nord de la rue des Carrières de Passy et à l'est de la rue Léonard de Vinci, le sud du 8e, appelé depuis faubourg de la Conférence, soit depuis l'actuelle place de l’Étoile tous les bords de Seine à l'est d'un bois de Boulogne autrefois plus étendu entre le cimetière de Passy inclus jusqu'à la Concorde.
Premier village à l'ouest de Paris répondant dans le prolongement du decumanus à l'oriental Charonne, c'est au XVIe siècle que Chaillot se désenclave avec la construction d'un château pour la reine Catherine de Médicis, d'autres grandes demeures puis d'établissements religieux, notamment le couvent de Chaillot. En 1659, il devient officiellement un faubourg de la capitale. Scindé en 1785 par le mur des Fermiers généraux, sa partie peuplée intègre le 1er arrondissement. Sous le Premier Empire, un projet de palais du roi de Rome, sur la colline, avorte mais est suivi par plusieurs esquisses architecturales (statues monumentales, lotissements…). Un quartier de Chaillot est formé en 1860 au sein du nouveau 16e arrondissement. Le palais du Trocadéro y est construit à l'occasion de l'Exposition universelle de 1878, autour duquel de nombreux bâtiments d'habitation sont édifiés. Le palais laisse la place au palais de Chaillot en 1935 pour l'Exposition spécialisée de 1937.

## Étymologie
La première mention de Chaillot est celle de son église, Ecclesia de Caleio, et figure dans une bulle datée de 1097. Elle y est mentionnée comme la principale cure donnée en 1060 par Henri Ier au prieuré Saint-Martin-des-Champs que ce roi a fait reconstruire après que les Normands l'ont détruit.
Dans les documents latins postérieurs, le terme varie entre Callevio, Calloio, Challoio, voire Calloium, et même Chalouel ou, au XIIIe siècle, Chailloel. En français, on écrit au XIVe siècle le plus souvent « Chailluyau », au XVe siècle, « Chailluyau », « Chaleau », « Chayoux » ou « Chailliau ». L'orthographe « Chaillot » ne deviendra la norme qu'au XIXe siècle.
L'étymologie de « Chaillot » fait référence au « caillou » qu'est la colline de Chaillot, ou à la « forêt ».

## Situation
Chaillot est situé au bord du méandre de Boulogne de la Seine sur un sous-sol de calcaire grossier de l'ère tertiaire "le Lutétien" d'une épaisseur de 20 à 30 mètres surmonté d'un banc de pierre de 7 mètres exploité depuis l'époque gallo-romaine pour la construction des édifices parisiens. Une plate-forme de calcaire, la colline de Chaillot, s'étire de la butte de l'Étoile et ses abords (quartier des Ternes et partie haute du faubourg du Roule) jusqu'à la rue du Ranelagh dans le quartier de la Muette, ancienne commune de Passy. Cette plateforme a été partiellement arasée, notamment la butte de l' Étoile et la place du Trocadéro mais ce relief est encore très visible au-dessus des jardins du Trocadéro et par les pentes des rues de part et d'autre de la rue Lauriston, ancien chemin du Bel Air, qui constitue une ligne de crête qui dominait le village étiré le long d'une rue à l'emplacement de l'actuelle rue Chaillot et de ses prolongements au sud-ouest (rue des Batailles à l'emplacement de l'avenue d'Iéna de la place d'Iéna aux jardins du Trocadéro) et au nord-est (actuelle rue Quentin-Bauchart).
Chaillot était limité à l'est par le marais qui s'étendait autour de Paris à l'emplacement du cours préhistorique de la Seine qui rejoignait le cours actuel à proximité de l'actuelle place de l'Alma puis par le grand égout qui lui succéda, à l'ouest par la forêt de Rouvray, actuel bois de Boulogne, au nord par la seigneurie de Villiers-Neuilly qui contrôlait le bois de Boulogne. La limite nord de Chaillot par l'actuelle avenue des Champs-Élysées et avenue de la Grande Armée ne date que de la création de cette nouvelle route de Neuilly au XVIIIe siècle, doublant l'ancien chemin de Neuilly correspondant à l'actuelle avenue des Ternes.
La seigneurie de Chaillot qui échut en 1684 aux religieuses de la Visitation n'était pas très étendue : elle ne dépassait pas l'emplacement de la place de l'Étoile au nord, celui de la rue Lauriston à l'est. Sa limite avec Passy était constituée par les rues Vineuse et de l'Alboni.

Le site de Chaillot
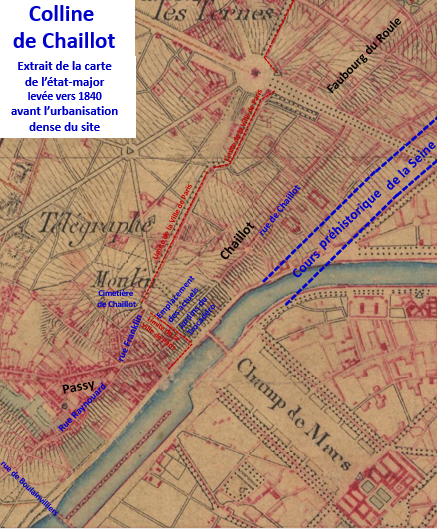
Site de la colline de Chaillot vers 1840 sur carte d'état major.
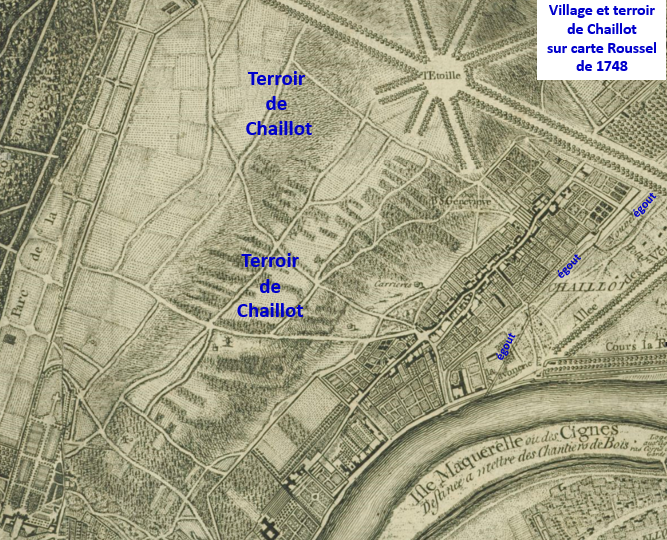
Village et terroir de Chaillot sur carte Roussel de 1748.

## Historique

### Le Nigeon du Haut Moyen Âge
Si Chaillot n'est nommé qu'au XIe siècle, cinq siècles plus tôt, peu avant 586, c'est-à-dire avant d'être promu évêque du Mans, Bertrand du Mans, un fils de magnat poitevin, fait l'acquisition d'un domaine situé au sud de la future paroisse, la villa de Nimio, orthographe latine du toponyme °Nimjo, devenu Nijuncus puis, en français, « Nigeon ». Nigeon continuera d'occuper jusqu'à la fin du XVe siècle le site de l'actuel Trocadéro entre les actuelles rue Vineuse et rue de la Manutention. À l'époque mérovingienne, Nigeon est un domaine viticole qui prospère grâce à la source du lieu-dit Fontanitum, c'est-à-dire « petite source ». Jusqu'au XVIIe siècle et la découverte de la source de Passy, n'est connue dans les environs qu'une seule source, qui jaillit en plusieurs résurgences. Réputée pour ses vertus curatives, la résurgence principale est située à Auteuil, en haut de la rue de la Source. Le chemin allant de Nigeon à Fontainette est devenu la « rue de la Fontaine », renommée en 1865 « rue La Fontaine ».
Peu après 614 et la promulgation de sa décrétion visant à mettre un peu d'ordre dans les bénéfices ecclésiastiques, Clotaire II ajoute, par donation, au vignoble de Bertrand du Mans un territoire maraicher qui est vraisemblablement le futur Chaillot, c'est-à-dire le territoire intermédiaire entre Paris et la maison forte de Nigeon. Jusqu'en 1790, le territoire de l'ancien Nigeon appartiendra à la paroisse de Chaillot. Le territoire plus au sud, le futur Passy inclus, du moins jusqu'en 1672, relèvera de la paroisse d'Auteuil.
Le 28 février 717, sous le règne de Chilpéric II, la forêt du Rouvray, Rubridum sylva, qui s'étend à l'ouest du Paris de l'époque jusqu'à l'actuelle Concorde et la garenne de Monceau, est partagée entre l'abbaye de Saint-Denis et l'abbaye Sainte-Geneviève, l'ouest et la rive de Seine en aval de Saint-Cloud revenant à celle-là, l'est et la rive en amont à celle-ci. Les génovéfains se retrouvent responsables du prieuré Saint-Martin-des-Champs et de l'oratoire que celui-ci entretient au Sanctum martyrum.
En 1060, Henri Ier fait reconstruire Saint-Martin-des-Champs, que les Normands avaient détruit, tout comme Sainte-Geneviève-du-Mont. Le roi donne aux génovéfains l'église de Chaillot, puisqu'elle est située sur la rive qui leur revient. Chaillot devient la principale cure du prieuré Saint-Martin. Au sud de Chaillot, Auteuil, propriété de l'abbaye du Bec que l'archevêque de Cantorbéry Anselme érige en fleuron de l'église de Normandie, échappe aux génovéfains jusqu'en 1109, date à laquelle ils en font l'acquisition.

### Le village du Bas Moyen Âge, sa maison forte et l'étendue de son terroir
En 1124, le chancelier Étienne de Garlande, oncle d'Amaury de Montfort et doyen des génovéfains, fixe, selon les us du lieu, les coutumes de Chaillot. Au cours du Bas Moyen Âge, un village, cité dans une charte de 1176, se développe autour d'un chemin qui correspond aux actuelles rues de Chaillot et Quentin-Bauchart ainsi qu'une partie de l'avenue d'Iéna et qui restera jusqu'au XVIIIe siècle l'unique rue. Entouré de vignes, il produit un vin réputé.
Ce terroir faisait partie du domaine seigneurial de l'abbaye de Saint-Denis.
Sur la colline, la maison forte de Nigeon passe en 1292, avec le comté de Montfort-l'Amaury, dans le domaine de la branche capétienne des souverains de Bretagne par le remariage de Yolande de Dreux, éphémère reine d'Écosse, avec Arthur de Bretagne. C'est là que le 27 mars 1331 meurt à l'âge de quarante-trois ans Guy de Penthièvre, puiné du premier lit d'Arthur et demi-frère de Jean de Montfort, lequel, en contestant la primauté de la fille de Guy, Jeanne de Penthièvre que soutient le roi Philippe de Valois, déclenchera dix ans plus tard la longue et terrible guerre de Succession de Bretagne.
En 1360, durant la guerre de Cent Ans, l'abbaye royale de Longchamp, qui se trouve de l'autre côté du bois de Boulogne, est pillée. Les sœurs, dispersées, se réfugient dans Paris. Elles font l'acquisition d'une maison à Chaillot, qui en devient un sous-fief, avec basse et moyenne justice. Cet arrière fief s'étend de l'actuelle place d'Iéna à l'actuelle rue Georges-Bizet et scinde la paroisse en deux. L'actuelle rue de Longchamp conserve le souvenir de cette dualité territoriale qui ne sera formellement abolie que le 22 août 1693, l'abbaye de la Visitation ayant acheté ce terrain de Longchamp trente deux ans plus tôt, le 12 mai 1651.
Le 10 février 1413, alors que le gouvernement civil de Paris, qui prendra la Bastille un mois et demi plus tard, vient, au cours des États généraux, d'imposer le bonnet phrygien à un roi Charles VI confiné dans son palais Saint-Pol, Jean sans Peur, qui retirera bientôt son soutien aux insurgés, positionne son armée entre Montmartre et Chaillot et fixe son état-major à Nigeon.

### La vocation religieuse d'un site convoité
Le 6 mars 1472, Louis XI qui, sept ans plus tôt, tentait de s'emparer de Montfort et Étampes, provoquant la ligue du Bien public, accapare la haute justice de Chaillot, malgré la demande d'annulation formulée par le conseiller au Parlement Guillaume le Duc, probablement mandaté par les chanoines du chapitre génovéfains revendiquant l'antiquité du titre pour leur abbé. Cela permet deux ans plus tard au monarque de concéder Chaillot, sans droits d'héritage, au Grand chambellan Philippe de Commynes pour le remercier d'avoir trahi Charles le Téméraire.
Le traité de Picquigny assurant une paix stable, Nigeon redevient une résidence de l'abbé de Sainte-Geneviève, seigneur d'Auteuil, qui s'y rend accompagné de deux écuyers le 22 juillet pour y fêter sainte Madeleine dans une chapelle dédiée. Le même Guillaume Le Duc, qui a passé un arrangement avec le roi Louis XI, y fait faire d'importants travaux pour le compte de Philippe Cousin, abbé commendataire dont en 1516, avec l'appui du roi François Ier, il prendra pour ses vieux jours la place moyennant des compensations sous forme de bénéfices.
Dès la fin du XVe siècle, Chaillot devient un lieu d'implantation de nouveaux couvents. Cette vocation religieuse du village nait en 1493 lorsque la reine de France Anne de Bretagne, qui fondera cinq ans plus tard l'ordre de la Cordelière, fait don du manoir de Nigeon, qu'elle a hérité de son arrière-grand-père Jean de Montfort, à la congrégation d'inspiration franciscaine des Minimes.
Deux ans plus tard, la future comtesse d'Étampes rachète au bailli de Montfort, Jean de Cerisy, le bâtiment voisin, qui lui sert de résidence. Jean de Cerisy, précédemment contrôleur général des finances, avait été choisi par le maréchal de Rieux, durant le temps que celui-ci assumait la régence du duché, pour être garde des sceaux et pour cette raison avait été écarté en 1491 par le nouveau baillistre Charles VIII de France sans qu'il ne reçoive jamais l'indemnité promise. En 1496, elle en fait don au couvent des Minimes de Nigeon, dont le bâtiment conventuel s'agrandit ainsi depuis l'actuelle rue Beethoven jusqu'à ce qui est aujourd'hui la rue Le Nôtre entre la Seine et l'actuel boulevard Delessert. Le domaine s'étend alors sur environ trois hectares et demi et comporte un vivier et une chapelle dédiée à Notre Dame de Toutes Grâces. Ce n'est qu'au XVIe siècle que le couvent des Minimes de Nigeon prendra officiellement le nom de couvent des Bonshommes.
Sur le versant ouest de la colline, exposé au vents dominants, des moulins sont construits, auxquels conduisent depuis les Bonshommes le chemin de la Tour et le chemin des Moulins. Sept cents mètres à leur sud-ouest, les Bonshommes ont pour voisin le château de Pacy, siège d'une seigneurie relevant de la haute justice d'Auteuil. Entre les deux, sur le territoire d'Auteuil, se développe le long de la route qui conduit au pavillon de la Muette, un hameau qui deviendra une paroisse autonome en 1672 sous le nom du château et de la seigneurie voisine, Passy.
Le 12 juillet 1578 est inaugurée sous le même vocable de Notre Dame de Toutes Grâces la nouvelle église du couvent des Minimes de Nigeon dont la construction avait été commencée en 1493 par Anne de Bretagne.

### Chaillot vers 1550
La plus ancienne représentation du village de Chaillot est celle du plan de Saint-Victor du milieu du XVIe siècle.
Y sont figurés de gauche à droite :
- Le grand égout qui coule en bas du village, formant la limite de son terroir.
- La maison seigneuriale située à l'emplacement actuel de l'angle de la rue de Chaillot et de l'avenue Marceau marquée par sa grande tour carrée disparue sur les illustrations du siècle suivant.
- Le clocher de l'église Saint-Pierre avec mention au-dessus à gauche d'un château non identifié.
- L'embouchure sur la Seine du grand égout enjambée par un pont sur le chemin au bord du fleuve qui n'est pas encore aménagé en quai. Les abords de cette embouchure sont vides de constructions, avant la création à proximité en 1615 par Marie de Médicis d'un orphelinat qui sera ensuite une savonnerie puis la manufacture royale de tapisserie.
- La colline de Chaillot (emplacement de l'actuelle place du Trocadéro) avec plusieurs maisons. Un de ces bâtiments sera acquis par Catherine de Médicis en 1583 pour y aménager un château qui deviendra en 1651 le Couvent de la Visitation Sainte-Marie fermé en 1790.
- Le couvent des Minimes ou des Bonshommes dont la construction commencée en 1493 est très avancée.

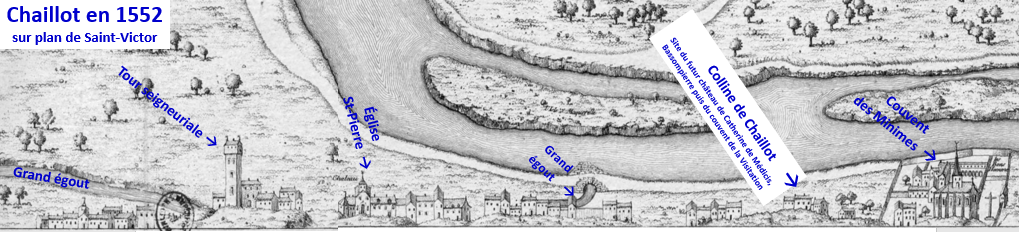
Chaillot vers 1550 sur le plan de Saint-Victor.

### Résidence royale et retraite aristocratique à la Renaissance
En 1583, la reine Catherine de Médicis achète aux Bonshommes un de leurs ermitages situé dans les actuels jardins du Trocadéro ainsi que le terrain s'étendant jusqu'en face de l'actuel palais d'Iéna à hauteur de la rue Albert-de-Mun. Entre les actuelles rue Le Tasse et avenue Albert-Ier-de-Monaco, elle y fait construire un château, « Catherinemont ». L'architecte antiquisant Étienne Dupérac est chargé des travaux et réalise un château en U avec des jardins en terrasse et une cour en forme d'hippodrome. La souveraine n'en profite toutefois pas longtemps : le chantier commence en 1588 et elle meurt l'année suivante.

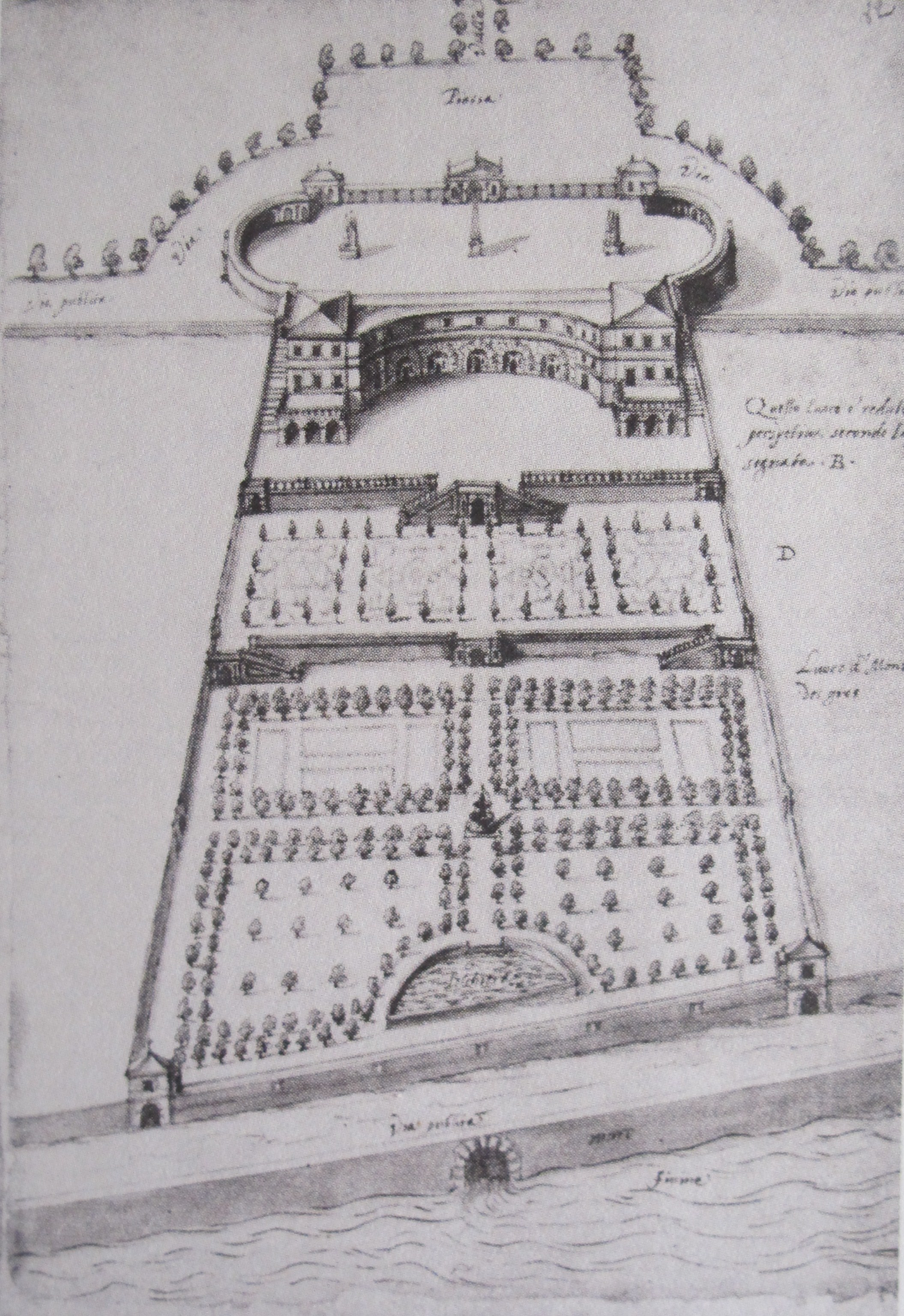
Vue en biais de Catherinemont.
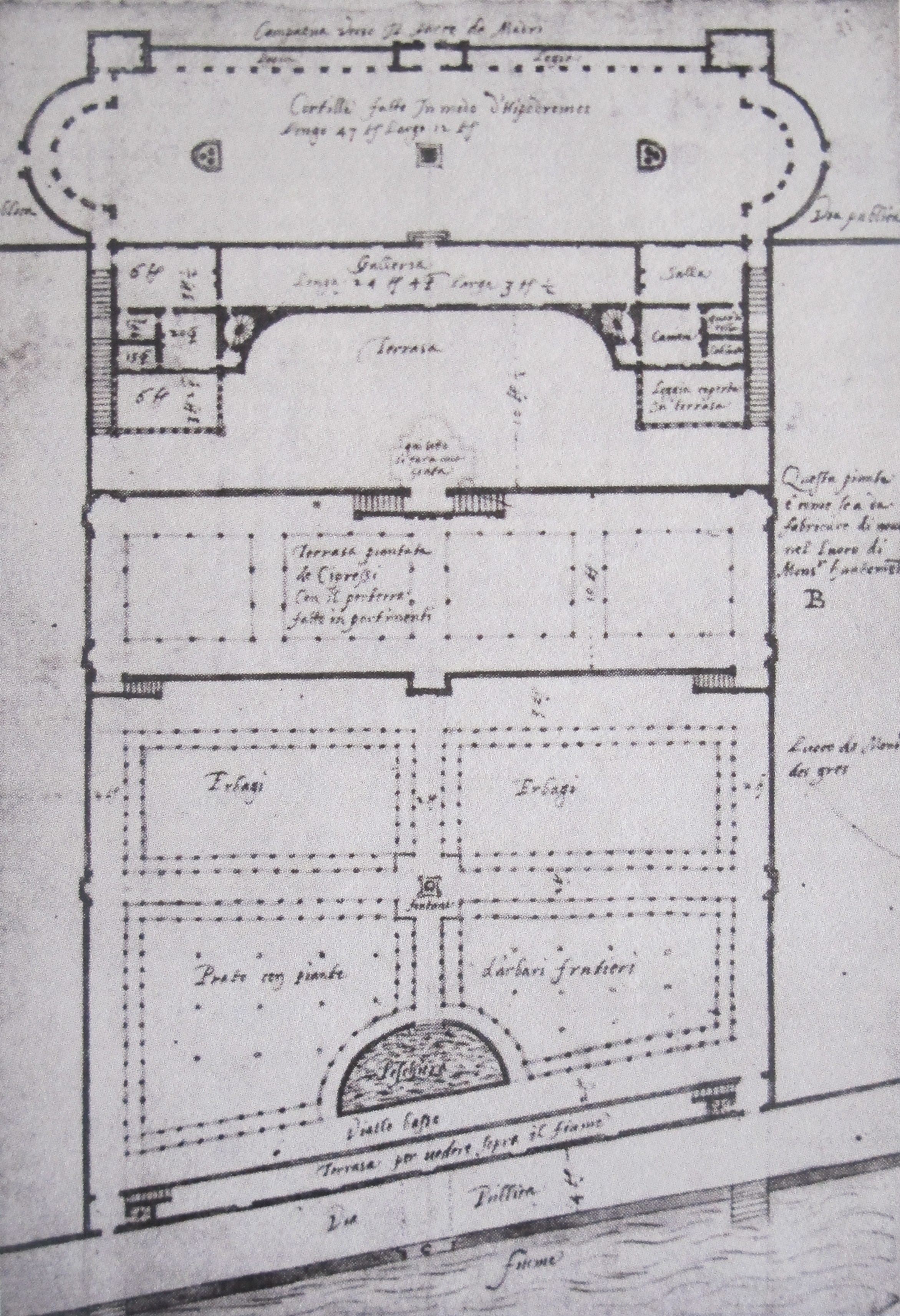
Plan du château, qui ne sera pas achevé.

À l'été 1590, durant le siège de Paris, Henri de Navarre s'établit au château de Catherinemont. L'édit de Nantes promulgué et la paix revenue, Henri IV, comme Marie de Médicis, renonce à achever les travaux et récuse l'héritage de Catherinemont. Passé dans la maison de Gramont, le château est habité à partir de 1619 par le président Jeannin, qui fait des transformations et voudra s'y faire dresser un mausolée extravagant. Le bâtiment voisin du couvent des Bonshommes est également embelli, par le grand aumônier, le cardinal François de La Rochefoucauld.

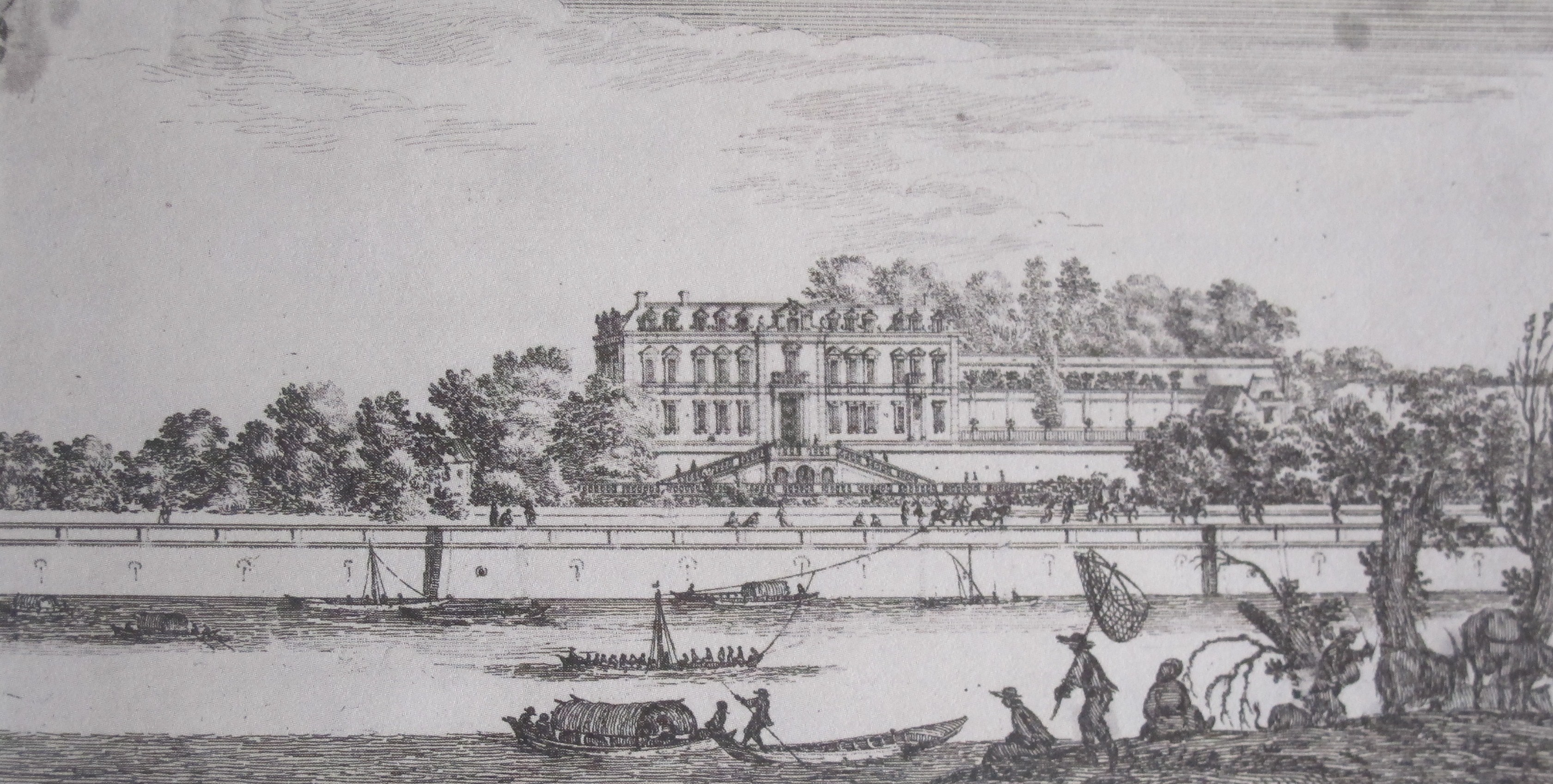
Le château un siècle après sa construction par Dupérac et les agrandissements commandés par Jeannin et Bassompierre.

En 1629, durant le séjour de Louis XIII au château de Madrid, qui se trouve de l'autre côté du bois de Boulogne, Richelieu s'installe au château de Chaillot, qui n'est plus appelé Catherinemont mais château de Gramont et qui est désormais la résidence du frère cadet de François de Bassompierre. Le maréchal est interné à la Bastille de 1631 à 1643 par Richelieu pour sa participation au complot de la journée des Dupes. Durant son embastillement, le palais est réquisitionné pour servir de logement à la nièce du roi, la duchesse de Nemours, puis de nouveau pour Richelieu.
En 1646, François de Bassompierre ne laissant pas d'héritier ni son frère, décédé prématurément en 1633, le château est acheté par Tanneguy Le Veneur, comte de Tillières.
Le 12 mai 1651, la reine déchue d'Angleterre, Henriette de France, veuve du roi d'Angleterre Charles Ier décapité à Londres en 1649, fait acquérir par adjudication l'ancien château de Catherine de Médicis, pour le compte de l'ordre de la Visitation. Ainsi naît le couvent de Chaillot, doublant le couvent des Augustines, qui avait été inauguré le 19 mars 1638. Ce n'est que trente-cinq ans plus tard, le 14 mai 1686, que les Visitandines, désormais seigneuresses de Chaillot, finiront de racheter les reliefs du sous-fief de Longchamp.

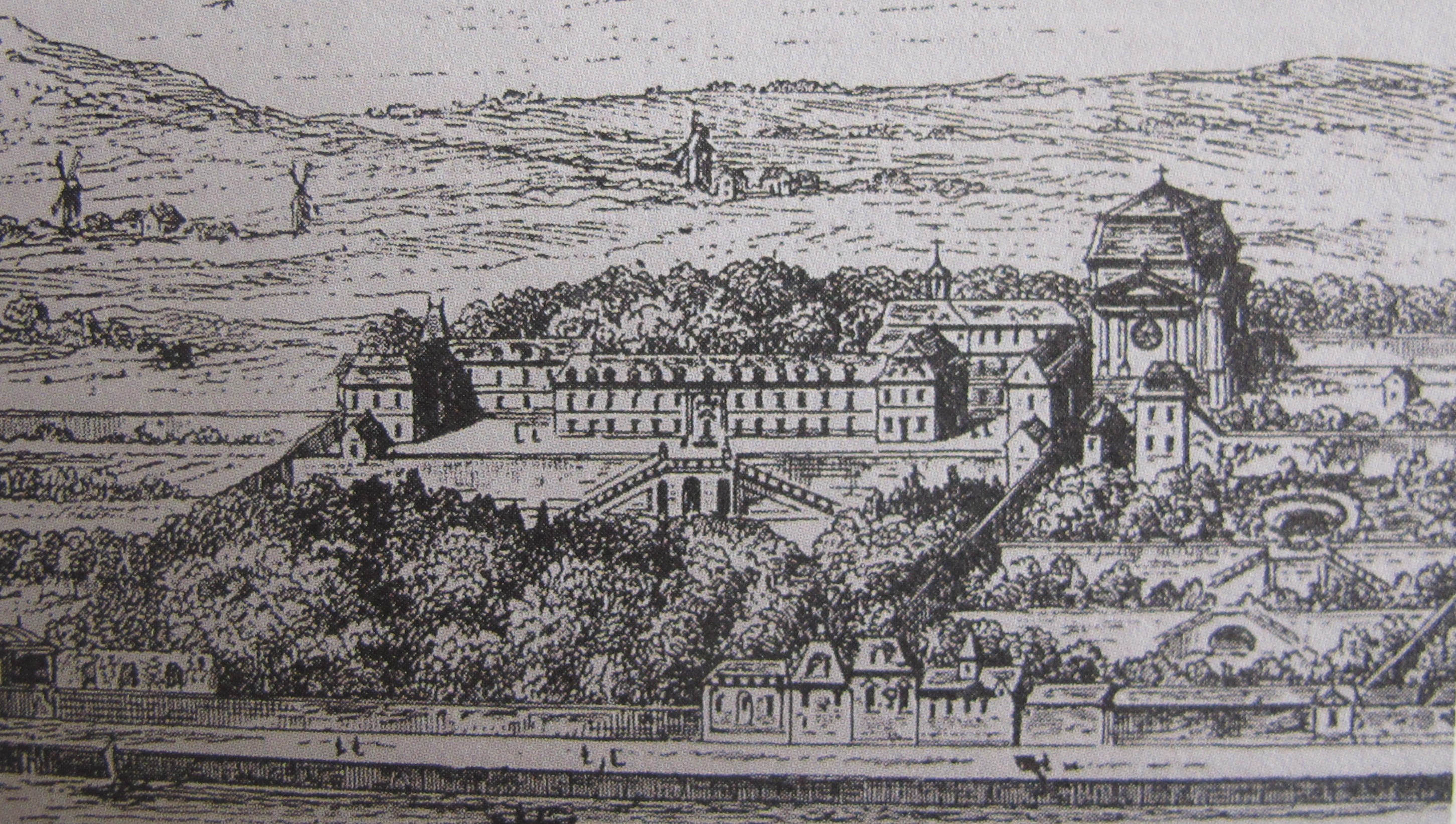
Gravure représentant le couvent de Chaillot vers 1774.

L'ancien château est profondément remanié par Henriette de France. Elle commande à l'architecte François Mansart la construction d'une chapelle et fait venir une partie de la cour. Elle confie l'éducation de sa fille Henriette d'Angleterre aux Visitandines que dirige Louise de La Fayette. Marie Mancini, la nièce de Mazarin, se retire un temps au couvent de Chaillot, Louise de La Vallière par deux fois. Bossuet prononce en 1669 la célèbre oraison funèbre pour Henriette dans la chapelle de Mansart. Le couvent accueillera par la suite plusieurs personnalités de la branche déchue des Stuarts dont le fils d'Henriette d'Angleterre, le futur roi Jacques II. La reine Marie d'Angleterre y sera inhumée en 1718.

### Le faubourg de la Conférence
Un arrêt du Conseil du roi de juillet 1659 fait du village de Chaillot un faubourg de Paris et prend le nom de « faubourg de la Conférence ». Le faubourg prend son nom de celui de la porte de l'enceinte de Louis XIII la plus proche. La porte de la Conférence avait reçu ce nom parce que c'était celle que les représentants des bourgeois de Paris passaient en 1593 pour rejoindre Suresnes, où se tenaient les négociations qui ont permis l'entrée dans Paris, par la même porte, du nouveau roi Henri IV.

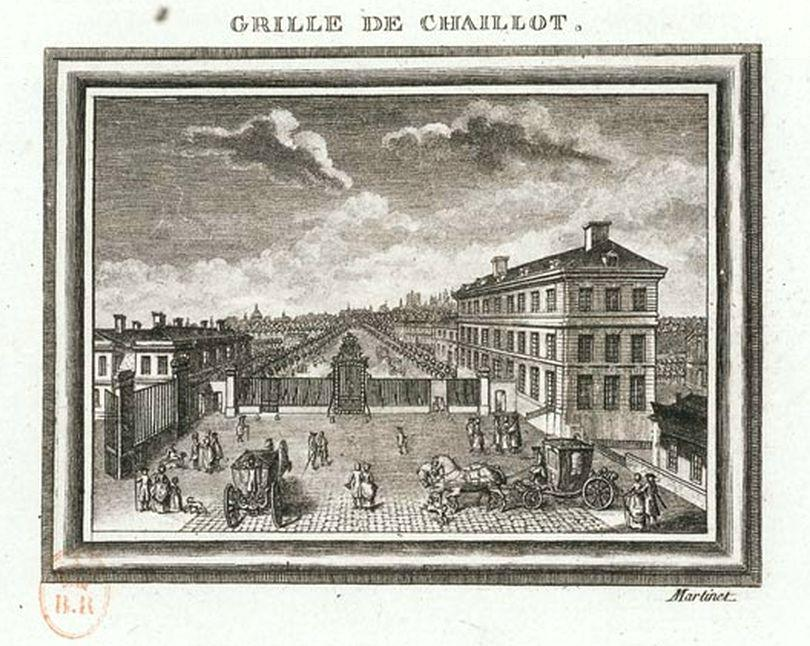
La barrière de Chaillot en 1779, avant que ne soit élevé le mur des Fermiers généraux.

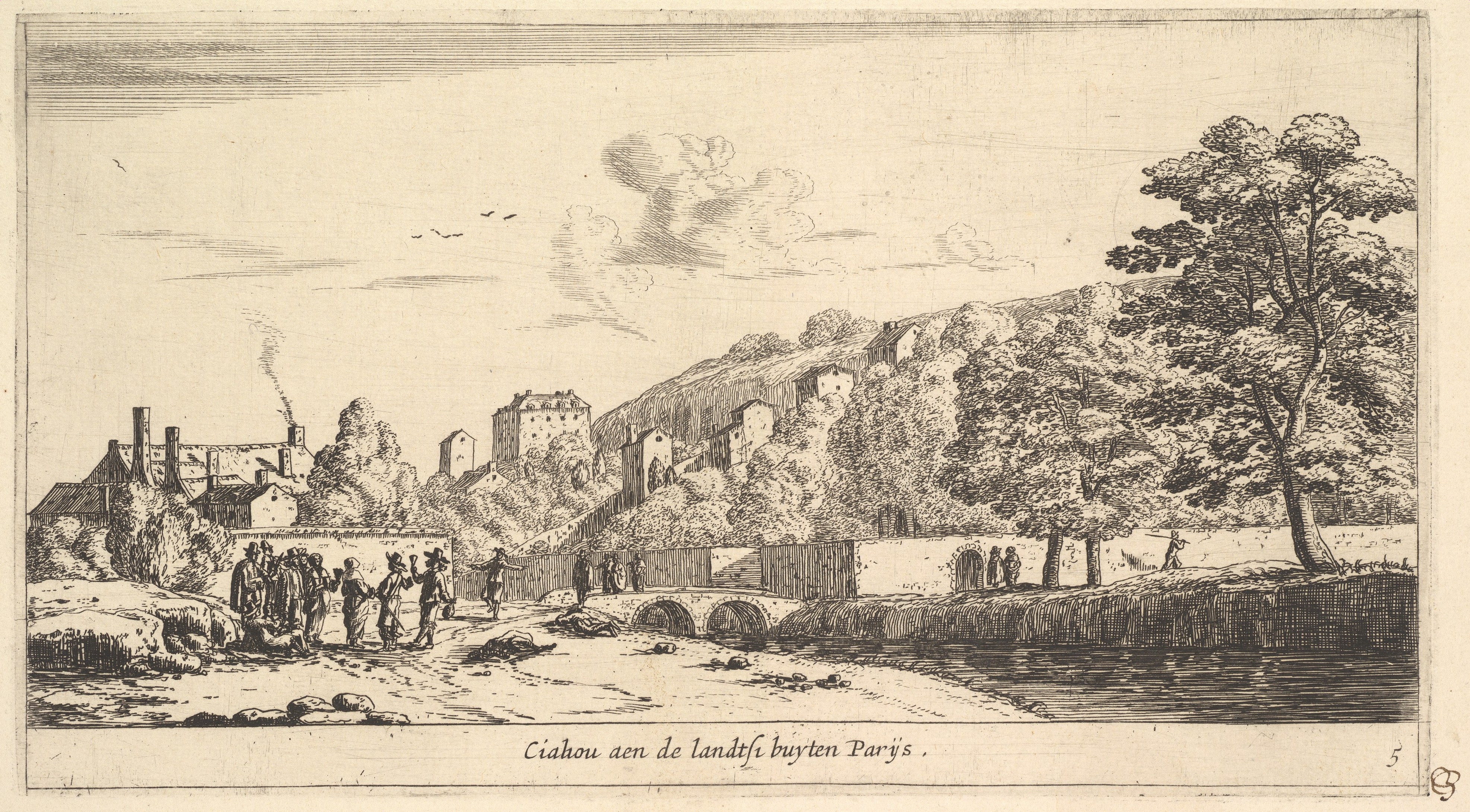
Chaillot au XVIIe siècle.

Soumis à la pression démographique croissante de la ville de Paris, Chaillot devient le séjour de quelques illustres habitants de la capitale, tel le graveur du roi Louis XIV Israël Silvestre. Habitant rue des Batailles, voie supprimée qui était située entre la place d'Iéna et l'avenue Albert-de-Mun, il dresse plusieurs esquisses des lieux.
En 1673, Louis XIV expulse les tanneurs, les teinturiers et les mégissiers du centre de Paris pour qu'ils s'installent dans le quartier Saint-Marcel ou le quartier de Chaillot :

« Arrêt du conseil, 24 février 1673 : 
Le roy s'estant fait représenter en son conseil l'arrest rendu en iceluy le 28 octobre dernier, par lequel sa majesté auroit ordonné l'exécution de l'édit du 2 décembre 1577, et de l'arrest de la cour de parlement du 6e may 1623, rendu en conséquence pour la translation des tanneurs et tinturiers de la rue de la Tannerye, où ils sont à présent estably, en un autre lieu commode èz-environs de la dite ville, et qu'à cest effect, assemblée seroit faicte en l'Hostel de la dite ville des conseillers, quartiniers, et de tel nombre de notables bourgeois que les dits prevost des marchands et eschevins jugeroient à prospos de mander pour adviser aux moyens de pourveoir à la salubrité de la dite ville, et du lieu le plus proche èz-environs d'icelle où l'on pourroit placer les tanneurs, tinturiers et mégissiers, pour le procès-verbal faict et rapporté être par sa majesté ordonné ce qu'il appartiendroit ; et veu le procès-verbal de la dite assemblée du 7 février 1673, en laquelle les dits tanneurs et tinturiers qui sont logés dans la dite rue de la Tannerye et ceux qui sont dans les autres quartiers de Paris sur le bord de la rivierre, seront tenus de se retirer dans un an du jour du présent arrest dans le quartier Saint-Marcel et Chalyot, aux maisons estant sur le bord de la rivierre, ou autres lieux qui seront par eux indiqués qui ne se trouveront point incommoder au publicq, nonobstant la quelle translation, les dits tanneurs et tinturiers qui se retireront de la dite rue de la Tannerye et autres du dedans de Paris conserveront tous leurs privilèges et exemptions de leurs mestiers, et en qualité de bourgeois de Paris, dont ils jouissent, à l'effect de quoy leur seront tous arrêts et lettres expédiés. Enjoignant sa majesté à tous ses officiers de les maintenir et garder en la jouissance des dits privilèges, et de favoriser en toutes choses la ditte translation, et aux dits prevost des marchands et eschevins de tenir la main à l'exécution du présent arrest qui sera exécuté nonobstant oppositions ou appellations quelconques et sans préjudice d'icelles, dont si aucunes interviennent, sa majesté s'est réservé et à son conseil la connaissance, icelle interdite à toutes ses autres cours et juges. 
Signé d'Aligre et Colbert. »

Entre les XVIIe et XVIIIe siècles, Chaillot se couvre de maisons de plaisance « en style palladien, avec jardins ou parcs décorés de statues et de fabriques ». Au milieu du XVIIIe siècle, le village de Chaillot compte environ 500 habitants et plusieurs édifices religieux. La route de Longchamp est un embouteillage incessant de carrosses allant et revenant à l'office de l'abbaye de Notre-Dame-de-l'Humilité, qui est en fait un concert d'opéra des plus brillants après lequel ces dames du Bois de Boulogne reçoivent galamment dans leur loges.

### Scission entre Paris et Passy
En 1787, le mur des Fermiers généraux coupe le faubourg en deux. Le 27 juin 1790, la partie de Chaillot extérieure à l'enceinte est attribuée à la commune de Passy, qui double d'un coup sa surface d'un territoire quasi désert.
Pendant la Révolution française, c'est le 14 juillet 1790 qu'a lieu sur la rive d'en face, au Champ-de-Mars, la Fête de la Fédération. Le couvent de Chaillot est déjà désaffecté, quand, le 31 août 1794, l'explosion de la poudrerie de Grenelle, elle aussi sur la rive gauche, détruit une partie du bâtiment et renchérit une éventuelle restauration de l'ensemble. Les lieux sont déblayés par les pouvoirs publics. En 1800, la colline de Chaillot accueille déjà plusieurs industries, notamment la pompe à feu des frères Périer (un système de distribution d'eau pour Paris) ainsi que deux manufactures.

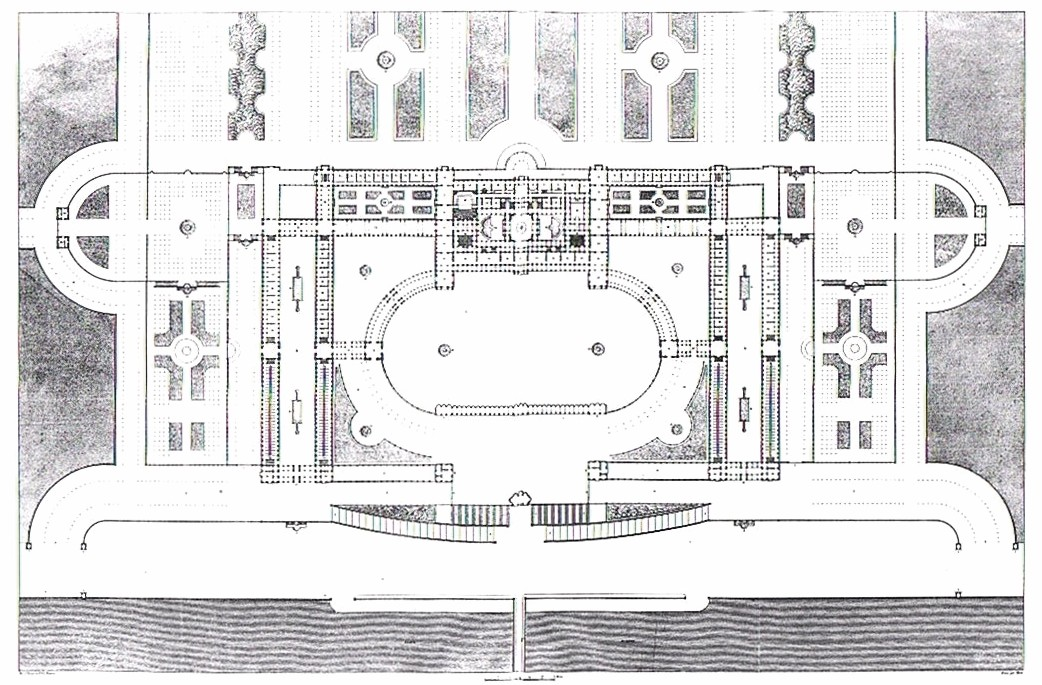
Plan du projet du palais du roi de Rome.

En 1810-1811, Napoléon Ier confie aux architectes Charles Percier et Pierre-François-Léonard Fontaine la construction du palais du roi de Rome, destiné à abriter les quartiers de l'héritier du trône de l'Empire ; pour l'empereur, il doit s'agir d'« un Kremlin cent fois plus beau que celui de Moscou », une « cité impériale, la cité napoléonienne » se poursuivant par un parc comprenant le château de la Muette et le pavillon de Bagatelle, et continuant également sur l'autre rive jusqu'au Champ-de-Mars, avec le bâtiment des Archives impériales, une université, une caserne de cavalerie et d'infanterie, une école des arts et métiers, une école des arts et un hôpital militaire. Toutefois, la retraite de Russie et les déboires militaires qui suivent conduisent à l'abandon du projet.

### Premiers aménagements au débutXIXesiècle
Même s'il ne voit pas le jour, le projet du palais du roi de Rome ancre le quartier de Chaillot comme lieu solennel. Le pont d'Iéna, construit entre 1804 et 1813, participe dès lors à l’édification d'un axe partant de l'École militaire sur la rive gauche, axe sur lequel vont s'orienter tous les projets postérieurs du quartier de Chaillot. En 1820, un projet de monument à la gloire de la monarchie française est étudié, après le retour de Louis XVIII. En 1824, un lotissement de luxe, dit villa Trocadéro est envisagé, « qui eût étagé sur la colline divers bâtiments alla romana autour d'une grande fontaine commémorative figurant les allégories de l'Èbre et de la Seine mêlant leurs eaux, surmontée d'un obélisque ». En 1841, un autre projet, cette fois-ci d'une statue colossale de Napoléon Ier, par Hector Horeau est suggéré après le rapatriement des cendres de l'empereur depuis l'île de Sainte-Hélène.
Pendant la Deuxième République, une statue baptisée Héros est programmée, alors que sous le Second Empire, plusieurs, comme le Génie de l'humanité et la France intelligente éclairant le monde (laquelle a pu inspirer Auguste Bartholdi pour sa statue de la Liberté, 'La Liberté illuminant le monde) sont dessinées.
Par métonymie, le quartier de Chaillot commence à faire référence au « Trocadéro » dans les années 1820. De par le projet de « villa Trocadéro » de 1824, mais surtout en 1826, en souvenir de la bataille du Trocadéro, qui s'est déroulée le 31 août 1823, pendant laquelle un corps expéditionnaire français enleva le fort du Trocadéro, qui défendait le port de Cadix, en Espagne. Il s'agissait d'écraser le régime parlementaire en place et de réinstaller sur le trône le roi Ferdinand VII. En effet, en 1826, un spectacle comprenant une reconstitution de la bataille a lieu à cet endroit, avec des soldats jouant un rôle et la colline de Chaillot figurant le fort du Trocadéro ; il se finit par des fusées et des feux de Bengale.
À l’ouest du mur des fermiers généraux, la "Société des terrains de la plaine de Passy" lotit en 1825 le territoire rural compris entre l'avenue de Neuilly, actuelle avenue de la Grande-Armée au nord, le boulevard extérieur au mur des fermiers généraux (actuelle avenue Kléber) à l'est, l'ancienne faisanderie du château de la Muette à l’ouest, la rue de Longchamp au sud, autour de voies rayonnant à partir de l'actuelle place Victor Hugo, reprenant également les chemins ruraux existants, rue du Bel Air (actuelle rue Lauriston) et rue de Longchamp. Ces voies forment l’essentiel du réseau actuel à l'ouest de l'avenue Kléber, à l’exception de l’avenue de l’Impératrice, actuelle avenue Foch ouverte en 1854 et de rues secondaires greffées sur les grands axes. Cependant, le quartier se construisit lentement. En 1860, l'urbanisation se limitait pour l'essentiel à proximité de l'enceinte des fermiers généraux, autour de la rue du Bel Air.

De 1825 à 1860
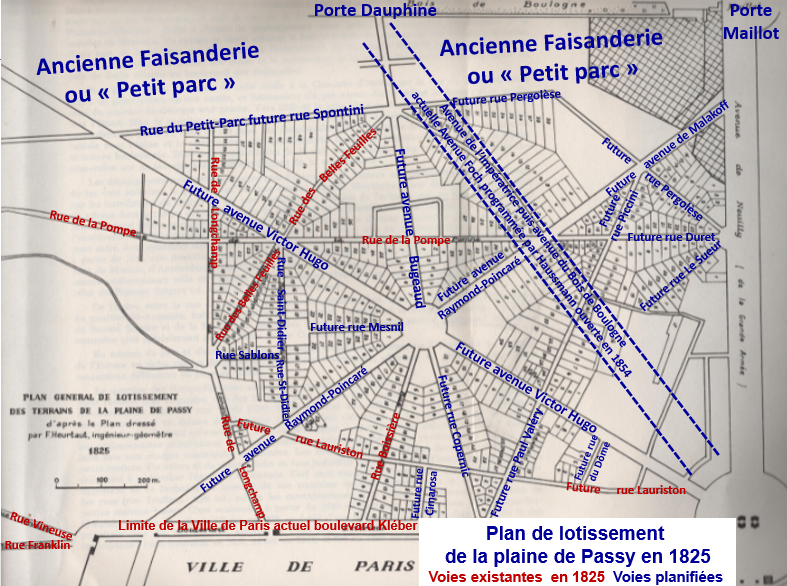
Plan du lotissement de la plaine de Passy de 1825.
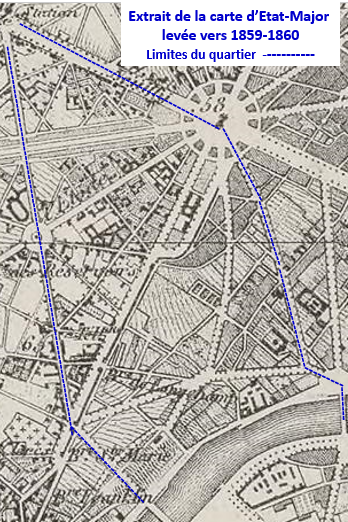
Quartier de Chaillot en 1860 sur carte d'état-major.

### Activités industrielles
À l'intérieur du mur d'enceinte, l'ancien village de Chaillot, devenu principalement un quartier résidentiel, abritait aussi des activités industrielles et avait une population ouvrière.
Derrière leur pompe à feu construite en 1783, les frères Périer possédaient, à un emplacement situé entre la place de l'Alma et l'actuel Palais de Tokyo une fonderie où furent fabriquées la plupart des machines à vapeur produites en France à cette époque.
La manufacture royale de tapis de la Savonnerie était installée de 1627 à 1826 à l'emplacement d'un orphelinat dont les pensionnaires fabriquaient du savon. Après le transfert de manufacture aux Gobelins en 1826, ses locaux sont reconstruits en 1836 et affectés à la Manutention militaire ou dépôt des vivres militaires. La manutention qui a donné son nom à une rue est incendiée et reconstruite à deux reprises en 1855 et pendant la Grande Guerre puis remplacée en 1936 par les musées d'Art moderne du Palais de Tokyo.
Le chimiste Charles Derosne installe en 1818 son atelier pour la construction de matériel de distillation au 7 rue des Batailles (emplacement de l'actuelle avenue d'Iéna aux environs de la place d'Iéna). L'entreprise se développe et s'étend sur un terrain de 2 hectares entre la Seine, la rue des Batailles, la Manutention militaire et l'emplacement actuel des jardins du Trocadéro, avec le siège social et l'usine de la Société Ch.Derosne et Cail, ensuite société Cail étendus jusqu'au quai Debilly. Cette usine qui construisait du matériel pour les sucreries, des machines-outils puis, à partir de 1844, des locomotives, dont les célèbres Crampton mises en service sur le réseau de la Compagnie du Nord dès 1849, puis sur ceux des compagnies de Paris-Lyon et de l'Est, était la plus importante entreprise industrielle de Paris, employant jusqu'à 1300 ouvriers dans les années 1850.
Les locomotives étaient montées à l'usine de Chaillot, jusqu'à 25 à la fois, à partir des éléments fabriqués à l'usine de Grenelle ouverte en 1846, chaudières avec leurs tubes de laiton, roues avec leurs bandages et essieux. Après montage, elles étaient peintes et vernies à Chaillot puis transportées jusqu'à la ligne de ceinture sur des chariots de 16 à 18 tonnes tirés par un grand nombre de chevaux, jusqu’à 42. L'usine de Chaillot continuait en même temps la fabrication de matériels sucriers, chaudières servant à l'évaporation et à la cuisson des jus, et construisait diverses machines pour les réseaux ferroviaires.
L'usine fut détruite par un incendie au cours de la nuit du 24 au 25 décembre 1865 et les ateliers furent transférés à l'usine de Grenelle. L'usine de Chaillot ne fut pas reconstruite. Le terrain fut vendu et les rues Fresnel et Foucault furent tracées en 1877 sur le lotissement,.
Jusqu'en 1860, des « taupiers »", chiffonniers ou terrassiers, étaient terrés dans d'anciennes carrières ou vivaient dans un bidonville, le "Clos Nicot" sur lequel fut ouverte en 1869 la Rue de l'Amiral-d'Estaing.

### Quartier du Paris haussmannien
Chaillot est intégré à la capitale en 1860. Il prend le nom de « quartier des Bassins »[réf. nécessaire] et forme avec l'ancienne commune d'Auteuil et l'ancienne commune de Passy le 16e arrondissement. Son territoire comprend approximativement celui de l'ancien village de Chaillot entre l'ancienne enceinte fiscale (avenue Kléber) et l'avenue Marceau percée à cette époque, partie intégrée à Paris depuis le XVIIe siècle formant la partie sud-ouest de l'ancien premier arrondissement, augmenté de la moitié est du lotissement de la plaine de Passy qui faisait partie du terroir de la paroisse de Chaillot avant d'être attribué à la commune de Passy en 1790. La moitié ouest de ce lotissement, augmentée du terrain de l'ancienne faisanderie du château de la Muette forme le quatrième quartier de l'arrondissement, quartier de la Porte-Dauphine.
Sous le Second Empire, des travaux d'arasement sont entrepris par le baron Haussmann. La colline de Chaillot perd ainsi trois mètres de hauteur, ce qui permet l'aménagement en 1869 de la grande place du Roi-de-Rome, autour de laquelle de grandes avenues partant en étoile sont tracées : avenues de l'Empereur, du Roi-de-Rome, de Malakoff et d'Iéna.
Chaillot, plus encore que Passy et Auteuil, est la partie la plus radicalement transformée par les travaux d'urbanisme du Second Empire poursuivis au cours de la période suivante, qui font disparaître les derniers vestiges de l'ancien village.
La chute de l'Empire survient après la guerre franco-allemande de 1870 et la Troisième République (France) est instaurée. Apprécié par les monarchistes comme victoire militaire de la Restauration mais rejeté par les républicains comme ayant rétabli une monarchie autoritaire en Espagne, le nom de « Trocadéro » est adopté en 1876, pour se substituer au nom impérial de Roi-de-Rome, par la Troisième République dominée à cette date par une majorité de monarchistes espérant une prochaine Restauration.
Parmi les avenues rayonnant au départ de la place du Trocadéro, l'avenue de l'Empereur devient l'avenue du Trocadéro (depuis scindée entre l'avenue Georges-Mandel et l'avenue Henri-Martin) et l'avenue du Roi-de-Rome devient l'avenue Kléber, alors que les trois autres avenues gardent leur nom, moins connotés de victoires militaires d'Iéna, d'Eylau et de Malakoff (par la suite scindée en avenue Raymond-Poincaré et avenue de Malakoff).
En 1878, le palais de l'Exposition universelle prend également officiellement le nom de « palais du Trocadéro ».

### Les expositions universelles de laBelle Époque

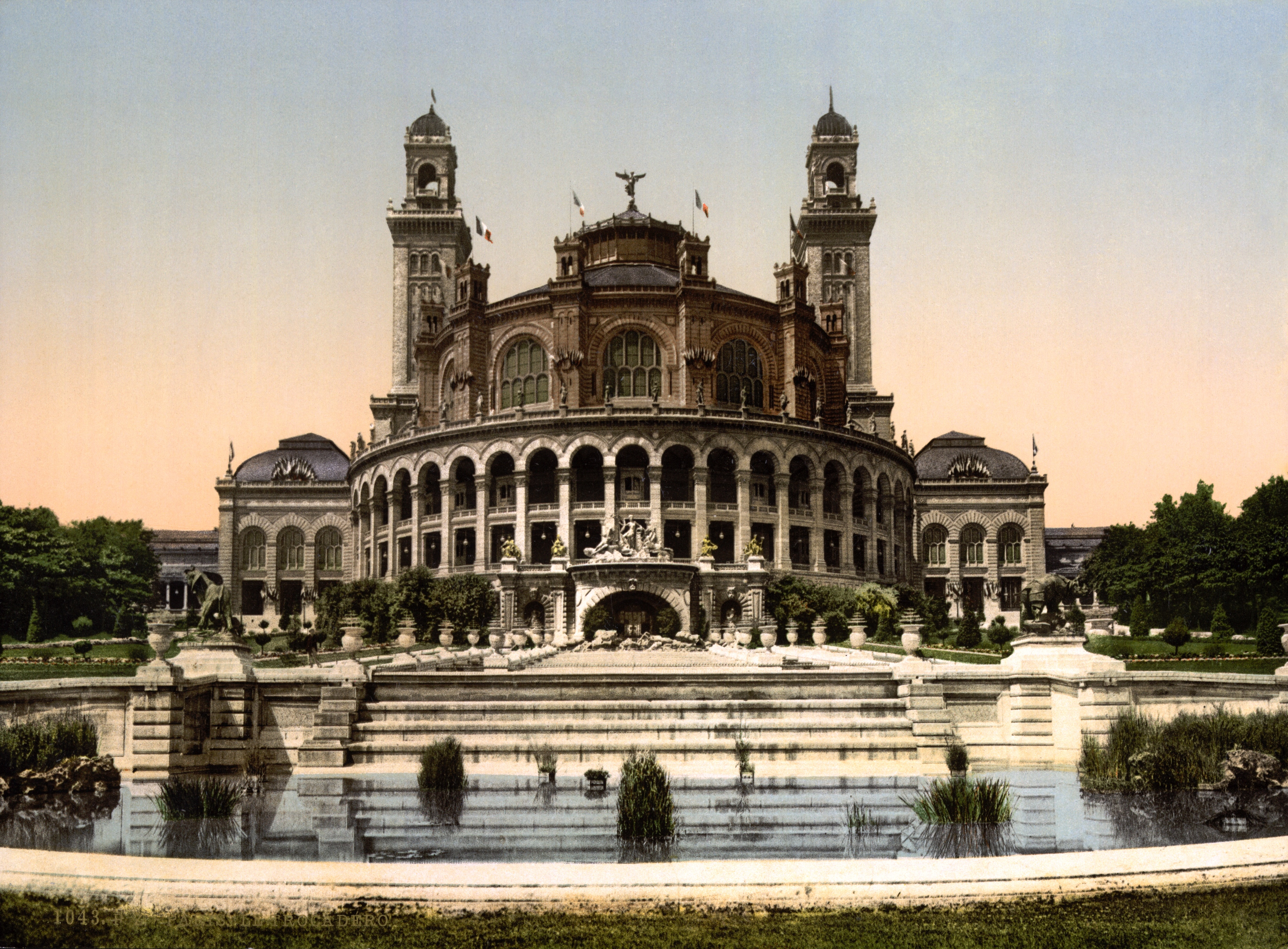
Le palais du Trocadéro.

Les expositions universelles voient le jour dans la seconde partie du XIXe siècle : il s'agit autant d'une compétition économique entre nations, d'une façon d'étendre et de montrer son prestige et son modernisme que d'accueillir et de réunir les grands dirigeants du monde. L'Exposition universelle de 1855 est la première à avoir lieu en France ; la suivante, celle de 1867, se tient plus à l'ouest, et donc non loin de la colline de Chaillot : pour la première fois installée sur le Champ-de-Mars, elle accueille 11 millions de personnes ; Chaillot est alors un promontoire qui permet d'observer l'immense palais provisoire de forme ovoïde. L'Exposition universelle de 1878, qui se tient toujours sur le Champ-de-Mars et compte 16 millions de visiteurs voit la construction, sur la colline de Chaillot, du palais du Trocadéro, bâtiment initialement provisoire mais finalement conservé, devant le coût de l'investissement financier qu'il a nécessité ; sous les jardins, dans les anciennes carrières de pierre, un immense aquarium d'eau douce est créé. L'exposition de 1889 est symbolisée par la construction de la tour Eiffel ; une rétrospective de l'art français a quant à elle lieu au Trocadéro.

## Projets

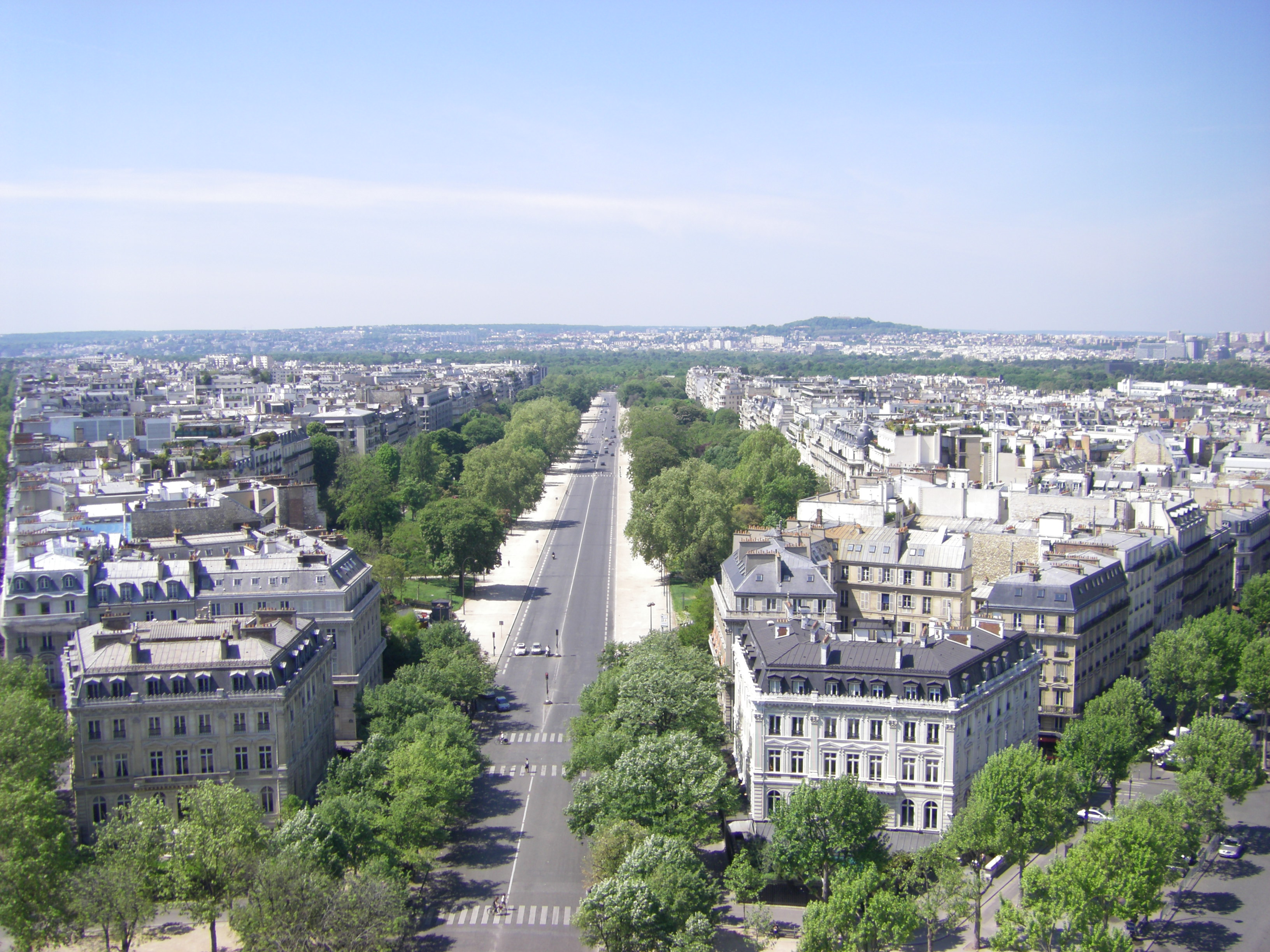
La chaussée de l'avenue Foch, espace vert classé, sur la moitié de laquelle, la plus proche de l'Arc de Triomphe, s'élèveront divers bâtiments.

Après la vente des serres d'Auteuil par le maire de Paris Bertrand Delanoë, son adjointe et successeur Anne Hidalgo envisage de supprimer la partie de l'avenue Foch qui s'étend dans le quartier de Chaillot pour y conduire un programme immobilier.

## Démographie

### AuXVIIIesiècle
| 1709       | 1726            | 1745       | 1785            |
| ---------- | --------------- | ---------- | --------------- |
| 110 foyers | 538 communiants | 110 foyers | 2 000 habitants |

### Depuis l'intégration du quartier à la ville de Paris
| 1861   | 1881   | 1901   | 1911   | 1936   | 1954   | 1962   | 1975   | 1999   |
| ------ | ------ | ------ | ------ | ------ | ------ | ------ | ------ | ------ |
| 13 594 | 20 728 | 37 539 | 38 528 | 34 200 | 37 020 | 34 200 | 27 050 | 21 213 |

La densité de la population de Chaillot était la plus élevée des quartiers de l'arrondissement en 1861 mais sa croissance fut plus modérée (augmentation de 283 % de 1861 à 1911) que celle de l'ensemble de l'arrondissement (augmentation de 409 % pour la même période) et s'est arrêtée plus tôt, au début du XXe siècle. Après quelques fluctuations jusqu'en 1954, sa diminution est ensuite particulièrement forte. Le quartier qui était le plus résidentiel de Paris en 1900 est l'un de ceux où les sièges sociaux et les banques d'affaires se développent le plus.

## Seigneurs de Chaillot
- Vers 1285 : Jean Arrode[3], prévôt des marchands de Paris de 1289 à 1293.

Il s'agit vraisemblablement, compte tenu de la suite, d'un titre, peut être acheté, relatif aux seules basse et moyenne justice et au bénéfice afférent.
- Nicolas Arrode, décédé en 1316[3].

Probable fils du précédent, Nicolas Arrode est le maître d'ouvrage parisien d'une rue à son nom tracée aux Champeaux pour relier le fief de Joigny à la poterne Comtesse d'Artois.
- Vers 1390 : Jacques Michel[3].
- Vers 1400 : Arnaud Michel[3].
- 1438 : Henri Roussel, avocat en Parlement[3].

Ses filles et ses gendres renoncent à payer le montant de la charge. La seigneurie de Chaillot tombe en vacance.
- 1450 : Gui de Levis Florensac, seigneur de Marly le Château[12].

Gui, fils du seigneur de Couzan, est le neveu de Philippe et Eustache de Lévis, lesquels finiront leurs carrières en Arles cardinaux .
Le 6 mars 1472, Louis XI, bafouant le droit des génovéfains, fait constater que le seigneur de Chaillot ne possède que la moyenne et basse justice.
- 1474 : Philippe de Commynes[47], Grand chambellan.

Pour le remercier d'avoir trahi Charles le Téméraire, la haute justice de Chaillot lui est concédée personnellement à vie par Louis XI, moyennant l'hommage vassal au seigneur de Marly, qui ne sera donné que le 23 juillet 1492, par procuration qui plus est.
- Vers 1524 : Jean du Fresnay.

Mineur sous la tutelle de Jean de Thumery, qui exerce de fait, et Louis d'Albiac.
- 1577 : Simon Cressé, directeur général de la Monnaie[48].

La seigneurie est achetée le 29 décembre 1576 par ce très haut fonctionnaire des Finances.
- 1580 : Philippe Cressé, héritier du précédent[48].

Mineur sous la tutelle de Jean le Tonnelier, seigneur de Breteuil. La haute justice appartient à un Beauquesne et le titre de seigneur de Chaillot est contestée par la veuve de celui-ci en 1586. Elle revient finalement à un Claude de Prat.
- Vers 1610 : le seigneur de Bassompierre[9].

Second fils de Christophe de Bassompierre et frère du marquis François de Bassompierre, lequel deviendra maréchal et acquerra le château de Catherinemont le 12 janvier 1630.
- 1633 : dame de Bassompierre[9].

Veuve du précédent, établie le 1er février de cette année.
- 1651 : Henriette de France, reine déchue d'Angleterre.

Par adjudication du 12 mai de cette année de la haute justice de Chaillot, la seigneurie lui est vendue avec le château de Catherinemont. Les deux justices subalternes rémanentes seront acquises par les Visitandines respectivement le 24 mai 1686 et le 13 mai 1693.
- 1655 : Louise de La Fayette, supérieure des Visitandines de Chaillot.

Jusqu'en 1790, le seigneur de Chaillot sera l'abbesse de Chaillot.

## Personnalités
- Olivier Le Fèvre d'Ormesson, président de la Chambre des comptes et père d'André d'Ormesson, décédé le 26 mai 1600 et enterré avec sa femme Anne d'Alesso dans l'église des Minimes[49].
- Jean du Housset, ermite originaire de Chaillot, décédé au Mont Valérien en 1609[26].
- Pierre Jeannin, grand commis de l'État, qui prit sa retraite en 1619 à Chaillot[26], où il mourut quatre ans plus tard.
- François Eudes de Mézeray, historiographe fantasque, décédé en 1683 qui voulut se faire enterrer pompeusement dans les vignes de sa maison de Chaillot[26].
- Amaury-Henri de Goyon Matignon, comte de Beaufort décédé le 8 août 1701 et enterré dans le chœur de Saint-Pierre-de-Chaillot.
- Paul Barras, ex-directeur exécutif de la République, réfugié sous la Restauration à Chaillot, où il meurt infirme et oublié le 29 janvier 1829.
- Louis-Agathe Berthaud, poète romantique républicain, meurt chez son frère charpentier au quai de Billy à Chaillot en juillet 1843.
- Marie Brignole, fondatrice en 1878 du palais Galliera.
- Pierre Marmottan, député républicain modéré élu dans ce quartier puis devenu en 1898 maire du 16e arrondissement.
- Jean-Marie Collot d'Herbois (1749-1796), révolutionnaire, s'installe à Chaillot en 1789. Il vient de Genève.

## Dans la littérature
- Agnès de Chaillot, personnage d'une drame comique qui a triomphé en 1723 aux Italiens[26].
- La Folle de Chaillot, comtesse excentrique d'une pièce de Jean Giraudoux qui dénonce la folie de la société marchande.
- Village de Chaillot dans Manon Lescaut, écrit par l'abbé Prévost[50].

## Sources
1. ↑  Population en 2016 Recensement de la population - Base infracommunale (IRIS).
2. 1 2 3 4  Jean Lebeuf, Histoire de la banlieue ecclésiastique de Paris, Paris, Prault, 1754, p. 42.
3. 1 2 3 4 5 6 7 8 9  Jean Lebeuf, Histoire de la banlieue ecclésiastique de Paris, p. 46.
4. ↑  Michel Roblin, Quand Paris était à la campagne : origines rurales et urbaines des vingts arrondissements, Paris, Picard, 1985, 255 p. (ISBN 2-7084-0134-3), p. 191-193.
5. 1 2 3  Jean Lebeuf, Histoire de la banlieue ecclésiastique de Paris, p. 43.
6. 1 2  Jean Lebeuf, Histoire de la banlieue ecclésiastique de Paris, p. 54.
7. ↑  Jean Lebeuf, Histoire de la banlieue ecclésiastique de Paris, p. 53.
8. ↑  Béatrice de Andia & Pierre-Yves Balut, Le 16e: Chaillot, Passy, Auteuil : métamorphose des trois villages., p. 73, Délégation à l'action artistique de la ville de Paris, Paris, 1991.
9. 1 2 3 4 5 6 7 8 9  Jean Lebeuf, Histoire de la banlieue ecclésiastique de Paris, p. 50.
10. ↑  Jean Lebeuf, Histoire de la banlieue ecclésiastique de Paris, p. 59.
11. ↑  Jean Lebeuf, Histoire de la banlieue ecclésiastique de Paris, p. 60.
12. 1 2 3 4 5 6 7  Jean Lebeuf, Histoire de la banlieue ecclésiastique de Paris, p. 47.
13. 1 2 3  An., « Auteuil au XIIIe siècle », Édouard Charton (dir.), Le Magasin pittoresque, Paris, Jouvet & Cie, 1838, vol. VI, p. 235.
14. ↑  M. L. Madelin, « Les premières applications du Concordat de 1516, d'après les dossiers du Château Saint-Ange », Mélanges d'archéologie et d'histoire, Paris, EFR, 1897, , vol. XVII, no 1, p. 332.
15. ↑  M. L. Madelin, « Les premières applications du Concordat de 1516, d'après les dossiers du Château Saint-Ange », Mélanges d'archéologie et d'histoire, Paris, EFR, 1897, vol. XVII, no 1, p. 341.
16. 1 2 3  Auguste Doniol, Histoire du XVIe arrondissement de Paris, Paris, Hachette, 1902, p. 7.
17. ↑  E. Margueritte et L. P. Margueritte, Auteuil et Passy des origines à nos jours, Paris, Société historique d'Auteuil et Passy, octobre 1946, p. 62.
18. 1 2 3  Jean Lebeuf, Histoire de la banlieue ecclésiastique de Paris, p. 55.
19. ↑  D. Le Page, Finances et politique en Bretagne. Au début des temps modernes, 1491-1547, Vincennes, Institut de la gestion publique et du développement économique, 1997  (ISBN 9782821828605), p. 417.
20. ↑  Archives départementales de la Loire-Atlantique, Nantes, В 51, fol. 29.
21. ↑  D. Le Page, Finances et politique en Bretagne. Au début des temps modernes, 1491-1547, Vincennes, Institut de la gestion publique et du développement économique, 1997, II, 6[Quoi ?], 748 p.  (ISBN 9782821828605), p. 211.
22. 1 2  « Plan de la Ville et Faubourg de Paris divisé en douze municipalités », Paris, Jean, 1797.
23. 1 2  Ory, page 10.
24. 1 2  A. Doniol, Histoire du XVIe arrondissement de Paris, Paris, Hachette, 1902, p. 8.
25. 1 2  Jean Lebeuf, Histoire de la banlieue ecclésiastique de Paris, p. 58.
26. 1 2 3 4 5 6  Jean Lebeuf, Histoire de la banlieue ecclésiastique de Paris, p. 61.
27. 1 2 3 4  A. Doniol, Histoire du XVIe arrondissement de Paris, p. 11.
28. 1 2  A. Doniol, Histoire du XVIe arrondissement de Paris, p. 10.
29. ↑  A. Doniol, Histoire du XVIe arrondissement de Paris, p. 9.
30. ↑  Ory, p. 12-13.
31. ↑  Jean Lebeuf, Histoire de la banlieue ecclésiastique de Paris, p. 57.
32. ↑  Jean Lebeuf, Histoire de la banlieue ecclésiastique de Paris, p. 51.
33. ↑  Ory, p. 14.
34. ↑  Félix et Louis Lazare, Dictionnaire administratif et historique des rues de Paris et de ses monuments.
35. ↑  Ory, p. 14, 16 et 19.
36. 1 2  Ory, p. 20-22.
37. ↑  Marie-Laure Crosnier Leconte, Le promeneur du 16e arrondissement, Paris, Parigramme, 1995, 275 p. (ISBN 2-84096-036-2), p. 118
38. ↑  Jean-François Belhoste, Paris et ses chemins de fer, Paris, Action artistique de la ville de Paris, avril 2003, 288 p. (ISBN 2-913246-46-X), p. 56-57
39. ↑  « Les établissements Cail de Chaillot », sur mapage.noos.fr/hubert.demory (consulté le 27 septembre 2018)
40. ↑  Hubert Demory, Auteuil et Passy de l'annexion à la Grande Guerre, Paris, l'Harmattan, septembre 2009, 288 p. (ISBN 978-2-296-09870-1), p. 50
41. ↑  Marie-Laure Crosnier Leconte, Le promeneur du 16e arrondissement, Paris, Parigramme, 1995, 275 p. (ISBN 2-84096-036-2), p. 20
42. ↑  Ory, p. 23-28.
43. ↑  « Paris : un projet de coulée vert sur l'avenue Foch », Le Monde, Paris, 19 janvier 2014.
« Paris : l'avenue Foch pourrait radicalement changer de visage », sur www.lefigaro.fr, 19 janvier 2014 (consulté le 19 janvier 2014).
44. 1 2 3  Jean Lebeuf, Histoire de la banlieue ecclésiastique de Paris, p. 45.
45. ↑  Marie Laure Crosnier Leconte, Le guide du promeneur 16e arrondissement, Paris, Parigramme, s1995, 275 p. (ISBN 2-84096-036-2), p. 19
46. ↑  Bernard Rouleau, Villages et faubourgs de l'ancien Paris : histoire d'un espace urbain, Paris, éditions du Seuil, septembre 1985, 376 p. (ISBN 2-02-008896-7), p. 270
47. 1 2  Jean Lebeuf, Histoire de la banlieue ecclésiastique de Paris, p. 48.
48. 1 2 3 4 5 6  Jean Lebeuf, Histoire de la banlieue ecclésiastique de Paris, p. 49.
49. ↑  Jean Lebeuf, Histoire de la banlieue ecclésiastique de Paris, p. 56.
50. ↑  [PDF] « Elle me fit entendre qu’elle aurait du regret à quitter Paris. Je craignais tant de la chagriner qu’il n’y avait point de hasards, que je ne méprisasse pour lui plaire ; 71 cependant, nous trouvâmes un tempérament raisonnable, qui fut de louer une maison dans quelque village voisin de Paris, d’où il nous serait aisé d’aller à la ville lorsque le plaisir ou le besoin nous y appellerait. Nous choisîmes Chaillot, qui n’en est pas éloigné. », eq.ebooksgratuits.com (consulté le 3 mai 2019).